# 林恩·马普·德雷克斯勒
林恩·马普·德雷克斯勒（Lynne Mapp Drexler ，1928年5月21日至1999年12月30日）是一位美国抽象艺术家和画家。 (Abstract Expressionist) 

## 早年生活和教育
Lynne Drexler 出生1928 年 5 月 21 日 ，在 Newport News, Virginia 地区长大。  父是Norman E. Drexler， 是一家公司的经理，母是Lynne P. Drexler。 11岁时，她是独生女，一直住 Elizabeth City in Raleigh Terrace（现为Hampton)。  她从小就开始绘画。后来，德雷克斯勒在弗吉尼亚州的里士满专业学院和College of William & Mary 学习了艺术课程。 
她于50 年代中后期搬到纽约，在Hunter College 的 Robert Motherwell 和 Hans Hofmann 的指导学习艺术，在他们的指导下，她对抽象表现主义产生了兴趣。她使用自由笔触创作充满活力的绘画的倾向受到霍夫曼和亨利·马蒂斯作品的影响。  Hofmann还引入了构图受颜色影响的概念，他称之为“推拉”概念。 

## 成年期

### 国际化生活
在 20 世纪 50-60年代，她是一位重要的女性艺术家群体之一，她们的人物和风景作品在后抽象表现主义现代主义的鼎盛时期经常被忽视——比如Joan Mitchell, Helen Frankenthaler, Elaine De Kooning, 简·弗雷利彻 (Jane Freilicher )、洛伊斯·多德 ( Lois Dodd ) 和简 (Jane)” 。威尔逊。” 
她经常去看歌剧和交响乐表演，手里拿着画板和彩色蜡笔，根据音乐的灵感画出素描。  德雷克斯勒的图案和装饰刺绣和拼凑影响了她后来的一些作品，类似的设计经常出现在她的绘画背景中。 

### 蒙黑根岛

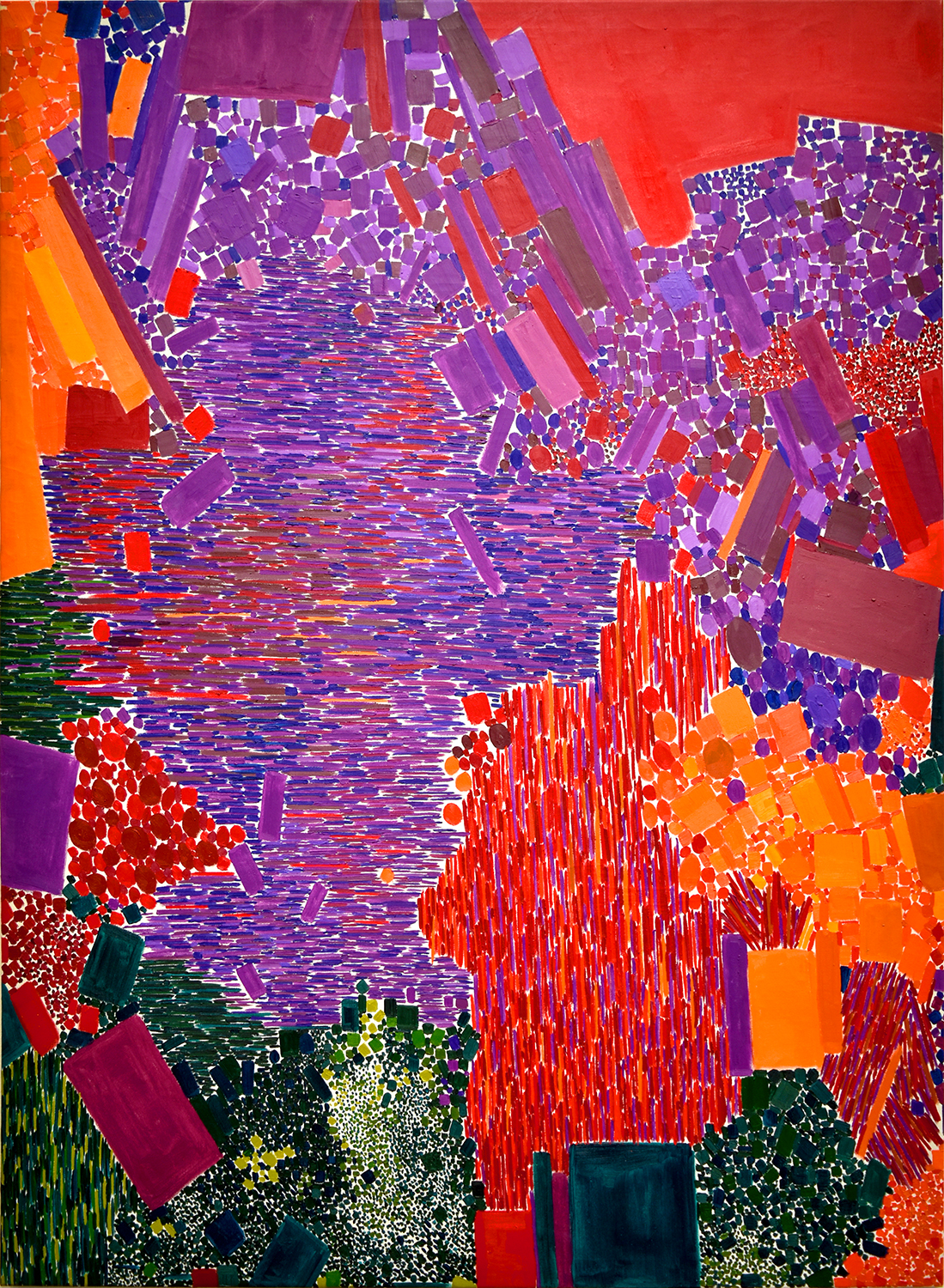
Lynne Drexler 早期作品的精美范例，创作于 1963 年，题为“Calm Cove”

1971 年，这对夫妇在缅因州的蒙黑根岛 (Monhegan Island) 买了一座别墅到 1983 年，Lynne Drexler 常年居住在蒙黑根岛灯塔山附近，蒙黑根岛是缅因州海岸附近的艺术家天堂。岛上的人民和风景是她当时画作的主题。  Lynne Drexler 的绘画变得不那么严格抽象，并表现出抽象和具象影响的综合。 
Lynne Drexler 于 1999 年 12 月 30 日在 Monhegan 岛去世。  

## 身后展览
她去世后，她的作品在许多画廊展出，包括纽约市的Anita Shapolsky Gallery 和 Jody Klotz 现代画廊。 她的首次综合展览于 2008 年 8 月和 9 月在 Monhegan 博物馆举办，展出了 50 多幅绘画、摄影图像和纺织品。随后于2008年12月6日至2009年3月1日在波特兰艺术博物馆展出。该展览由蒙黑根历史文化博物馆协会主办。   2010年，她的作品在波特兰博物馆和芝加哥麦考密克画廊展出。  
1. 1 2 3  . The New York Times. 2000-01-15  [2022-03-17]. ISSN 0362-4331. （原始内容存档于2023-11-07） （美国英语）.
2. 1 2 3  “Lynne Drexler: Painter” at the Monhegan Museum （页面存档备份，存于）. Workingwaterfront.com. Retrieved on February 2, 2014.
3. ↑  . The Times Dispatch. 1962-05-30: 16  [2022-03-17]. （原始内容存档于2022-03-17）.
4. ↑  1930 Census for Wythe, Elizabeth City, Virginia; Roll: 2442; Page: 30B; Enumeration District: 0019; Image: 381.0; FHL microfilm: 2342176. United States of America, Bureau of the Census. Fifteenth Census of the United States, 1930. Washington, D.C.: National Archives and Records Administration.
5. ↑  Year: 1940; Census Place: Raleigh Terrace, Elizabeth City, Virginia; Roll: T627_4259; Page: 19A; Enumeration District: 28-22. United States of America, Bureau of the Census. Sixteenth Census of the United States, 1940. Washington, D.C.: National Archives and Records Administration.
6. 1 2 3 4 5 6  Lynne Drexler biography. 的存檔，存档日期February 19, 2014，. Spanierman Modern. Retrieved February 2, 2014.
7. 1 2 3  Paintings by Maine artist Lynne Drexler on view at the Portland Museum of Art 的存檔，存档日期August 14, 2011，.. Portlandmuseum.org. August 1, 2008. Retrieved on February 2, 2014.
8. 1 2 3 4 5  "Lynne Drexler: Her light and times." The Portland Press Herald / Maine Sunday Telegram (March 13, 2010). Retrieved on 2014-02-02.
9. ↑  . artnet.com.   [2023-11-07]. （原始内容存档于2023-11-07）.
10. ↑  Lynne Mapp Drexler; Susan Danly; Thomas McCormick Gallery. Lynne Drexler: Early Spring : McCormick Gallery, Chicago, April 17 – June 5, 2010. Vincent Vallarino Fine Art; 2010.

- Drexler, Lynne. . Harry Bone and William & Barbara Manning. 2005  [2023-11-07]. （原始内容存档于2023-11-07）.
- Monhegan Museum. . Rockland, Maine: Custom Museum Publishing Inc. 2008.
- . National Geographic. July 2001: 108–109.
- . Art Daily.   [2023-11-07]. （原始内容存档于2023-11-07）.